# Kenneth Gangnes
Kenneth Gangnes, född 15 maj 1989, är en norsk backhoppare. Han debuterade världscupen i Lillehammer i mars 2008, och vann sin första världscupdeltävling i Lysgårdsbakken den 6 december 2015.

### Fotnoter
1. ↑  ”First win in the World Cup for Kenneth Gangnes” (på engelska). FIS. 6 december 2015. Arkiverad från originalet den 11 januari 2016. https://web.archive.org/web/20160111111512/http://www.fis-ski.com/ski-jumping/news-multimedia/news/article=first-win-the-world-cup-for-kenneth-gangnes.html. Läst 7 januari 2016.